# ماي دي لا كونشا
ماي دي لا كونشا (من مواليد 25 يوليو 1954) بائعة كتبة وسياسية إسبانية. هي الوزيرة الإقليمية الحالية للزراعة ومصايد الأسماك والغذاء في حكومة جزر البليار. كانت عضوًا في مجلس النواب من 2016 إلى 2019. من أكتوبر 2017 إلى ديسمبر 2021 شغلت أيضًا منصب الأمين العام لفرع باليارك في بوديموس.

## السيرة الشخصية
بدأت العمل كسكرتيرة للمحكمة حتى عام 1990 ، عندما أسست مكتبة برج الورق. في فبراير 2015 تم انتخابها أمينًا عامًا لمدينة بوديموس مينوركا. انتخبت لعضوية مجلس النواب عامي 2015 و2016.